# Eristalis gatesi
Eristalis gatesi är en blomfluga.
Den lever i högt belägna skogar i bergen i Costa Rica.
Den är uppkallad efter Bill Gates på grund av att han donerade mycket pengar till insektsforskningen.